# Okręg narodowościowy
Okręg narodowościowy (ros. национальный округ) – administracyjno-terytorialne jednostki w ZSRR, posiadające pewien zakres autonomii, istniejące w latach 1925–1977. 
Okręgi narodowościowe były tworzone na terenach, na których dominowały małe, niesłowiańskie narodowości. Wszystkie okręgi narodowościowe, które powstały, znajdowały się na terenie Rosyjskiej FSRR. Większość okręgów powstała po 1930 w rezultacie zarządzenia z 10 grudnia 1930 Prezydium Wszechrosyjskiego Centralnego Komitetu Wykonawczego "Об организации национальных объединений в районах расселения малых народностей Севера". Utworzenie okręgów narodowościowych miało na celu przyznanie ograniczonej autonomii autochtonicznym ludom i było elementem polityki tzw. korienizacji - przyznawania uprawnień nierosyjskim narodom, zamieszkującym Rosję, dawniej gnębionym i wynaradawianym przez carat. Okręgi narodowościowe zostały zlikwidowane w 1977 w wyniku reformy, która przekształciła je w okręgi autonomiczne. 
W latach 1925–1977 istniało 15 okręgów narodowościowych:
- Agiński Buriat-Mongolski Okręg Narodowościowy (Агинский Бурят-Монгольский национальный округ) utworzony w 1937, od 1958 jako Agińsko-Buriacki Okręg Narodowościowy (Агинский Бурятский национальный округ), w 1977 przekształcony w Agińsko-Buriacki Okręg Autonomiczny, obecnie jako Agiński Okręg Buriacki wchodzi w skład Kraju Zabajkalskiego
- Argajaski Okręg Narodowościowy (Аргаяшский национальный округ) utworzony 17 stycznia 1934 i zlikwidowany 17 listopada tego samego roku, obecnie teren okręgu to rejony agrajaszski i kunaszakski obwodu czelabińskiego
- Czukocki Okręg Narodowościowy (Чукотский национальный округ) utworzony w 1930, w 1977 przekształcony w Czukocki Okręg Autonomiczny istniejący do chwili obecnej
- Ewenkijski Okręg Narodowościowy (Эвенкийский национальный округ) utworzony w 1930, w 1977 przekształcony w Ewenkijski Okręg Autonomiczny, obecnie jako rejon ewenkijski wchodzi w skład Kraju Krasnojarskiego
- Jamało-Nieniecki Okręg Narodowościowy (Ямало-Ненецкий национальный округ) utworzony w 1930, w 1977 przekształcony w Jamało-Nieniecki Okręg Autonomiczny istniejący do chwili obecnej
- Karelski Okręg Narodowościowy (Карельский национальный округ) utworzony w 1937, zlikwidowany w 1939, obecnie teren okręgu stanowi 5 rejonów obwodu twerskiego
- Komi-Permiacki Okręg Narodowościowy (Коми-Пермяцкий национальный округ) utworzony w 1925, w 1977 przekształcony w Komi-Permiacki Okręg Autonomiczny, obecnie jako Okręg Komi-Permiacki wchodzi w skład Kraju Permskiego
- Koriacki Okręg Narodowościowy (Корякский национальный округ) utworzony w 1930, w 1977 przekształcony w Koriacki Okręg Autonomiczny, obecnie jako Okręg Koriacki wchodzi w skład Kraju Kamczackiego
- Mordwiński Okręg Narodowościowy (Мордовский национальный округ) utworzony w 1928, w 1930 przekształcony w Mordwiński Obwód Autonomiczny, obecnie Republika Mordwińska
- Nieniecki Okręg Narodowościowy (Ненецкий национальный округ) utworzony w 1929, w 1977 przekształcony w Nieniecki Okręg Autonomiczny istniejący do chwili obecnej
- Ochocko-Eweński Okręg Narodowościowy (Охотско-Эвенский национальный округ) utworzony w 1930, zlikwidowany w 1934, obecnie teren okręgu to 5 rejonów Kraju Chabarowskiego i obwodu magadańskiego
- Ostiako-Wogulski Okręg Narodowościowy (Остяко-Вогульский национальный округ) utworzony w 1930, od 1940 jako Chanty-Mansyjski Okręg Narodowościowy (Ханты-Мансийский национальный округ), w 1977 przekształcony w Chanty-Mansyjski Okręg Autonomiczny istniejący do chwili obecnej (obecnie pod nazwą Chanty-Mansyjski Okręg Autonomiczny - Jugra)
- Tajmyrski (Dołgańsko-Nieniecki) Okręg Narodowościowy (Таймырский (Долгано-Ненецкий) национальный округ) utworzony w 1930, w 1977 przekształcony w Tajmyrski (Dołgańsko-Nieniecki) Okręg Autonomiczny, obecnie jako rejon tajmyrski (dołgańsko-nieniecki) wchodzi w skład Kraju Krasnojarskiego
- Ust-Ordyński Buriat-Mongolski Okręg Narodowościowy (Усть-Ордынский Бурят-Монгольский национальный округ) utworzony w 1937, od 1958 jako Ust-Ordyńsko-Buriacki Okręg Narodowościowy (Усть-Ордынский Бурятский национальный округ), w 1977 przekształcony w Ust-Ordyńsko-Buriacki Okręg Autonomiczny, obecnie jako Ust-Ordyński Okręg Buriacki wchodzi w skład obwodu irkuckiego
- Witimo-Olokmiński Okręg Narodowościowy (Витимо-Олёкминский национальный округ) utworzony w 1931, zlikwidowany w 1938, obecnie teren okręgu stanowi 4 rejony Kraju Zabajkalskiego